# 圣迭戈-科罗纳多大桥

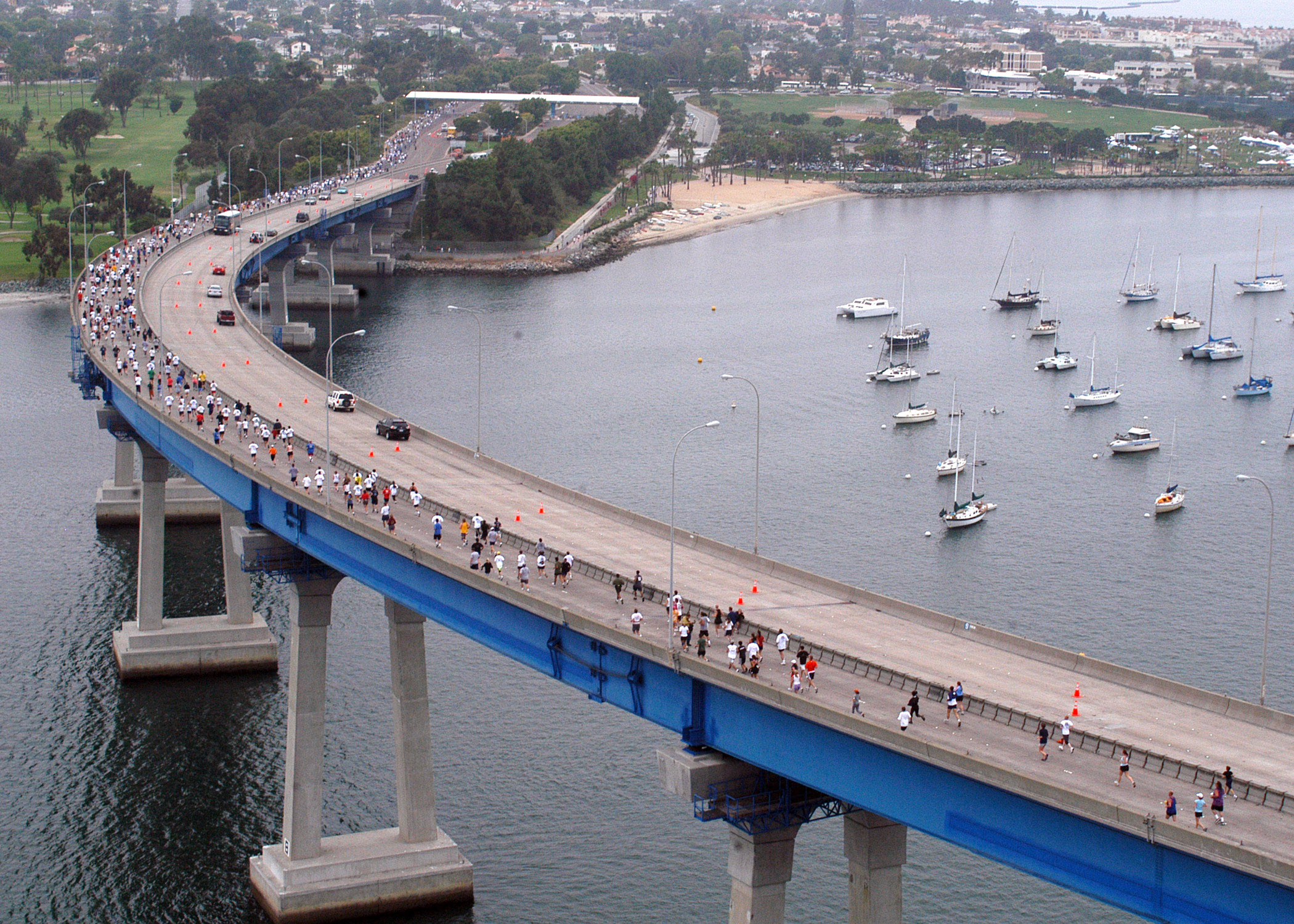
圣迭戈-科罗纳多大桥的照片

圣迭戈-科罗纳多大桥（英語：San Diego–Coronado Bridge，在当地称为科罗纳多大桥，Coronado Bridge），是一座跨越圣迭戈湾的預力混凝土/钢梁桥， 位于美国圣迭戈与科罗纳多之间，是 75号加利福尼亚州州道的一部分。